# 圣诞老人小助手
圣诞老人小助手（英語：Santa's Little Helper）是美国动画情景喜剧《辛普森一家》中辛普森家中的一条宠物狗，由弗兰克·韦尔克和丹·卡斯泰拉内塔配音。它是一条可爱但未经训练的格雷伊猎犬。